# This Brunner
Matthias «This» Brunner (* 23. Februar 1945) ist ein Schweizer Filmexperte, Kurator und Künstler.

## Leben
Matthias Brunner absolvierte die Kantonale Handelsschule in Zürich und arbeitete danach in Werbeagenturen in England, Genf und Zürich (Wiener & Deville) als Werbeberater.
Bereits in jungen Jahren beteiligte er sich an der Vorstandsarbeit und Programmation des Mittelschulfilmklubs Zürich, und in Zusammenarbeit mit Edi Stöckli gründete er den Filmklub der Platte 27, in welchem hauptsächlich Underground- und Avantgardefilme gezeigt wurden. Die Plakate dazu gestaltete der Künstler Walter Pfeiffer.  
Von 1971 bis 1975 war er Geschäftsführer der Nemo Film AG in Zürich, in der sich zahlreiche Filmautoren des jungen Schweizer Films zusammenfanden: Alexander J. Seiler, Fredi M. Murer, Hans-Ulrich Schlumpf, Georg Radanowicz, Yves Yersin, Claude Champion und Kurt Gloor.
Unabhängig von der Nemo Film AG produzierte er 1972 mit Daniel Schmid den Spielfilm Heute Nacht oder nie mit Ingrid Caven in der Hauptrolle.
This Brunner arbeitete in den Programmkommissionen der Filmex in Los Angeles, dem Internationalen Film Festival in Locarno, Cinéma Tout Écran in Genf, Filmpodium Zürich und dem Zürich Film Festival. Er kuratierte von 1993 bis 2015 die Filmtributes für die Art Basel in Basel und Miami Beach. Über die Jahre diente er als Jury-Mitglied bei Film-Festivals in Venedig, Locarno, Zürich, Mailand, Palermo, Turin und Saarbrücken. Er ist Mitglied der Europäischen und der Schweizer Filmakademie. Zudem schreibt er als Journalist für diverse Publikationen unter anderem für NZZ/Frame, Du Magazin, Weltwoche, Tages-Anzeiger, Rapporto Confidenziale.
Mit dem Studio Commercio eröffnete der Filmliebhaber 1973 Zürichs erstes Arthouse-Kino. Von 1974 bis 2009 war er Direktor für die Arthouse Commercio Movie AG mit den Zürcher Arthouse-Kinos: Studio Commercio, Movie 1+2, Studio Nord Süd, Kino Radium, Alba, Le Paris, Piccadilly und Kino Uto. 
1985 gründete er zusammen mit Douglas und Hilde Sirk die Douglas Sirk Foundation, deren Nachlass nun von der Schweizerischen Cinémathèque in Lausanne verwaltet wird.
Seit 2012 widmet This Brunner sein Schaffen Filminstallationen: Magnificent Obsession – The Love Affair Between Movies & Literature ist Teil der Sammlung des Kunsthauses Zürich, der Cy Twombly Foundation, des Musée pour l’écriture & la littérature und der Norman Foster Foundation. Ausserdem wurde die Installation auf dem Monte Verità und 2015 an der Accademia della Musica in Rom gezeigt. The Music Room, eine Hommage an den indischen Filmregisseur Satyajit Ray, wurde 2014 an die Art Masters in St. Moritz eingeladen. Die magische Bergwelt in den Filmen von Daniel Schmid in Erinnerung an den Bündner Filmregisseur Daniel Schmid war 2013 im Chesa Planta Museum in Samedan im Oberengadin und im Rahmen des Kultur-Events Elevation 1049 in Saanen/Gstaad zu sehen. Um Regisseur Frank Tashlin und Schauspielerin Jayne Mansfield dreht sich die Filminstallation Let’s Pop Again – How Hollywood Popped Before Pop Art. A Blast from the Past wurde 2015 am Flux Laboratory in Zürich gezeigt und Anfang 2016 im Rahmen von E.A.T. in Zuoz.
Folgende Auszeichnungen wurden This Brunner zuteil: 1. Preis der Europa Cinemas als Bester Europäischer Arthouse-Kurator; Zürich-Film-Award für seine Verdienste im Bereich des Arthouse-Kinos; der Orden als Officier des Arts et des Lettres der Französischen Republik und zuletzt, im Juli 2016, die Goldene Ehrenmedaille des Kantons Zürich für sein kulturelles Lebenswerk. 

## Werke (Auswahl)

### Künstler
- Blue Movie In Gold, 2012
- Magnificent Obsession – The Love Affair Between Movies & Literature, 2013
- Die Magische Bergwelt in den Filmen von Daniel Schmid, 2013
- The Music Room, 2014
- Let’s Pop Again, 2014
- A Blast from the Past – Hollywoods Secret Gay Affairs, 2015
- Beauties & Bitches On The Beach, 2016
- Sous l’influence de Claude, Vincent, Paul… et les autres, 2017
- 11 Calendar Girls and a Cowboy, in Zusammenarbeit mit Wolf Wondratschek, 2017

### Co-Produzent
- Heute Nacht oder nie, 1972
- Sennentuntschi, 2011[4]
- Paul Bowles. The Cage Door Is Always Open, 2012[5]

## Auszeichnungen
- Filmpreis der Stadt Zürich, 2004
- Officier des Arts et des Lettres, Ehrenmedaille des französischen Staates, 2007
- Preis der Europa Cinemas als Bester Europäischer Arthouse-Kurator/Filmkurator, 2008
- Goldene Ehrenmedaille des Kantons Zürich für Verdienste in Film und Kunst, 2016[6]